# Horse Guards Road

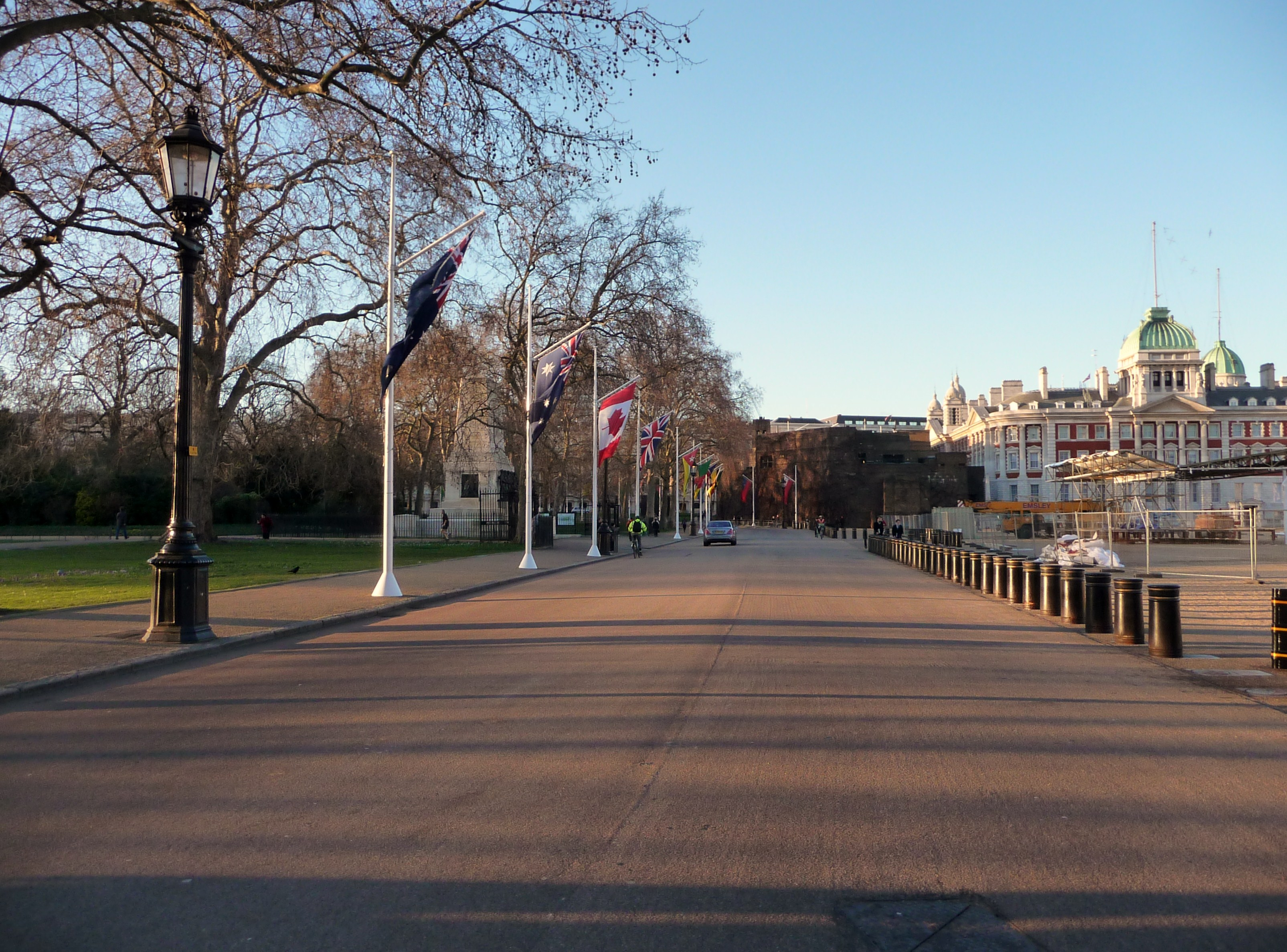
Die Horse Guards Road mit Blick Richtung Norden. Links schließt sich der St. James’s Park (mit Flaggenschmuck) an und rechts der Paradeplatz Horse Guards Parade. Im Hintergrund rechts ist das Old Admiralty Building zu sehen.

Horse Guards Road (kurz: Horse Guards) ist eine Straße in der City of Westminster in London. Sie verläuft etwa 200 m westlich von Whitehall und ungefähr parallel dazu. Sie verbindet die nördlich quer dazu liegende The Mall mit dem Birdcage Walk.
Westlich der Straße befindet sich der St. James’s Park und im Osten der Paradeplatz Horse Guards Parade, auf dem jährlich die Geburtstagsparade Trooping the Colour zu Ehren des britischen Monarchen stattfindet. Ebenfalls östlich stehen verschiedene Regierungsgebäude, darunter das alte Admiralitätsgebäude, das Cabinet Office und das Foreign and Commonwealth Office. Der Zugang zur Downing Street, Sitz des Premierministers des Vereinigten Königreichs, ist durch ein Eisengitter blockiert.